# الشيء (فلم 1982)
الشيء  (بالإنجليزية: The Thing) هو فيلم رعب تم إنتاجه في الولايات المتحدة وصدر في سنة 1982. من بطولة كورت راسل وكيث ديفيد.
وجد الفيلم جمهورًا عند طرحه في الفيديو المنزلي والتلفزيون. في السنوات اللاحقة، أعيد تقييمه كواحد من أفضل أفلام الخيال العلمي والرعب التي تم إنتاجها على الإطلاق واكتسب شهرة كبيرة. لاحظ صانعو الأفلام تأثيره على عملهم ، وقد تمت الإشارة إليه في وسائل الإعلام الأخرى مثل التلفزيون وألعاب الفيديو. أنتج الشيء مجموعة متنوعة من البضائع - بما في ذلك رواية عام 1982 ، ومناطق الجذب في المنزل المسكون، وألعاب الطاولة - وتكملة في الكتب المصورة، ولعبة فيديو تحمل الاسم نفسه، وفيلم سابق لعام 2011 يحمل نفس الاسم.

## الميزانية والإيرادات
بلغت تكلفة إنتاج الفيلم حوالي 15 مليون دولار بينما حقق أرباحا تقدر بـ 19,629,760 دولار.

## وصلات خارجية
- مقالات تستعمل روابط فنية بلا صلة مع ويكي بيانات